# سیرس
سیرس (انگلیسی: Seres) شرکت خودروسازی چینی است، که در سال ۲۰۱۶ تأسیس شد.